# Stazione di Mozu
La stazione di Mozu (百舌鳥駅?, Mozu-eki) è una stazione ferroviaria del quartiere di Sakai-ku a Sakai città della prefettura di Osaka in Giappone. La stazione è gestita dalla JR West e serve la linea Hanwa.

## Linee
JR West
■ Linea Hanwa

## Struttura
La stazione è costituita da due marciapiedi laterali con 2 binari in superficie.
| 1 | ■ Linea Hanwa | per Ōtori, Kansai Aeroporto e Wakayama |
| 2 | ■ Linea Hanwa | per Tennōji e Osaka                    |

## Stazioni adiacenti
| ≪                                 | Servizio    | ≫           |
| Linea Hanwa                       | Linea Hanwa | Linea Hanwa |
| --------------------------------- | ----------- | ----------- |
| Mikunigaoka                       | Locale      | Uenoshiba   |
| Tutti gli altri treni non fermano |             |             |